# Damian Holecki
Damian Holecki (ur. 15 listopada 1961 w Mysłowicach) – polski piosenkarz, kompozytor, autor tekstów, pianista, producent i prowadzący program Muzyczny kącik Damiana Holeckiego, emitowany na antenie TVS (od 2014). Zdobywca 2 złotych płyt.

## Życiorys

### Dzieciństwo i młodość
Urodził się i dorastał w Mysłowicach w dzielnicy Słupna. W dzieciństwie uczył się gry na pianinie. Wywodzi się z rodziny z tradycjami muzycznymi; ojciec, grający na harmonijce ustnej w lokalnym zespole i wujek grający na fortepianie. Początkowo nie planował kariery muzycznej,  ukończył liceum zawodowe w Mysłowicach, przez kilka lat pracował w kopalni węgla kamiennego Ziemowit.

### Kariera
Studiował na Akademii Muzycznej w Katowicach na Wydziałach Aktorskim, a także Jazzu i Muzyki Rozrywkowej (lata 90.). Początkowo wykonywał, wraz z innymi artystami utwory wydawane na serii kaset Malajka (pierwsza połowa lat 90.), głównie repertuar coverowy.
Podczas studiów koncertował z grupą Holetzky (założona w 1995 w składzie Damian Holecki, Tomasz Lachowski, Piotr Skrzyp). Zespół, grający muzykę dance, wydał płytę i singiel, występował jako suport m.in. dla DJ BoBo, Captain Jack.
W 1998 artysta podpisał kontrakt z austriackim przedsiębiorstwem fonograficznym Koch Music International i wydał solową płytę również w stylu dance.
W 1999 artysta zmienił styl muzyczny na bardziej popowy, z elementami folku i muzyki tanecznej. Wtedy też wydał płytę Bo serce me melodię gra. W podobnym stylu muzycznym zostały nagrane kolejne płyty artysty, które te utwory z dwóch albumów Damiana były emitowane w polsatowskim Disco Relax.
Muzyk prowadził listę przebojów, w nieistniejącym już Radiu Plus.
Początkowo artysta współpracował też m.in. z Jerzym Macołą i Aleksandrem Woźniakiem, którzy komponowali muzykę na początkowe płyty artysty- czy Katarzyną Klich (autorka tekstów na płycie Bo serce me melodię gra). Od 2005 roku Damian Holecki jest również kompozytorem większości utworów na własnych płytach. Sporadycznie komponuje dla innych wykonawców.
W 2007, wspólnie z Renatą Niedbał-Wittą (występującą pod pseudonimem scenicznym Mona Lisa), jako duet Renata i Damian, wydał płytę To nie jest sen.
W 2008 została nawiązana współpraca z przedsiębiorstwami Box Music i Promus. W tym samym roku ukazała się płyta Po prostu dziękuję, która w 2013 roku osiągnęła status Złotej Płyty. W 2009 roku zdobył tytuł wykonawcy roku w Liście Śląskich Szlagierów nowo powstałej wtedy telewizji TVS, w której też kilka teledysków znajdowało się na szczycie listy (do połowy 2011 roku). Obecnie, od 2014 roku artysta znów podjął współpracę z telewizją TVS.
Artysta dwukrotnie zostawał wykonawcą roku w plebiscytach Radia Piekary. Wiele jego piosenek odniosło sukces w listach przebojów Radia Piekary i  Radia Fest.
W 2009 i 2010 roku Damian Holecki był główną gwiazdą (a w 2010 również współprowadzącym koncerty z okazji Dnia Matki, odbywające się w Chorzowskim Centrum Kultury, organizowane we współpracy z telewizją TVS).
Na fali kolejnych sukcesów, został gospodarzem programu rozrywkowo-kulinarnego Muzyczna kuchnia (9 odcinków programu zostało wyprodukowanych i wyemitowanych w pierwszej połowie 2011 roku w telewizji TVS). Program realizowany był w domu muzyka.
Kolejne lata wiążą się z wydaniem płyt Złote przeboje (wydanych dwukrotnie; początkowo w wydawnictwie Promus, po zerwaniu z nim współpracy, album w nieco zmodyfikowanej formie, został wydany w Box Music, z dołączoną płytą DVD z zapisem koncertu z 2008, wcześniej wydanego oddzielnie). W 2013 roku potrójny album Złote Przeboje (Box Music), został nagrodzony przez ZPAV złotą płytą.
W 2012 i 2014 roku wydał dwie kolejne płyty, zawierające autorskie kompozycje, a także (kilka utworów) autorskie teksty.
Artysta koncertuje w całym kraju, co roku bierze też udział w Śląskiej Gali Biesiadnej organizowanej w Domu Muzyki i Tańca w Zabrzu.
Od 2014 roku jest producentem, scenarzystą i gospodarzem programu rozrywkowego Muzyczny kącik Damiana Holeckiego (emitowanego na antenie telewizji TVS od września 2014 roku)  i programu radiowego pod tym samym tytułem, emitowanego od listopada na antenie Radia Silesia. Program również nagrywany jest w domu artysty. Damian Holecki jest też producentem kilku własnych videoclipów.
Współpracował i nagrał utwory również z innymi artystami, jak Renata Niedbał-Witta, Jadwiga Kubik, Jacek Kierok, Baciary, Magdalena Pal, Kola i Jula (Kornelia Maroszek i Justyna Sosna – okazjonalne duety i chórki), Marzena Woźniak (chórki), Beata Mańkowska.
W repertuarze wykonawcy znajdują się zarówno utwory autorskie, jak też covery utworów polskich i zagranicznych jak Odrobinę szczęścia w miłości, Serce, Do ciebie mamo, The Last Waltz, Hallelujah, Vivo per lei.

## Życie prywatne
Damian Holecki interesuje się fotografią, górami i folklorem góralskim i podróżami. Ma córkę.

## Dyskografia[41]

### Grupa Holetzky
- Pokochaj mnie (1995, Snake’s Music)
- Mamy siebie… (singiel)

### Płyty solowe
- Damian Holecki (1998, Koch Music International)
- Bo serce me melodię gra (2000, Accord)
- Buenos dias ukochana (2000, Accord)
- W moje ramiona[42] (2005, Accord)
- Kolędy (2006, Accord)
- To nie jest sen – jako duet Renata i Damian (2007, Eska)
- Po prostu dziękuję[43] (2008, Box Music / Promus)
- Po prostu dziękuję (edycja limitowana) (2010, Promus)
- Złote przeboje CD1 (2010, Promus)
- Złote przeboje CD2[44] (2010, Promus)
- Być w siódmym niebie (2012, Box Music)
- Złote przeboje. Potrójny album 2 CD + DVD (2012, Box Music)
- Dla ciebie jestem (2014, Box Music)

### Koncerty DVD
- Po prostu dziękuję[45] (2009, Box Music / Promus)
- Mamo dla ciebie jestem. Akustycznie i przebojowo. Damian Holecki i goście. (2009, Promus)
- Złote przeboje (2010, Promus)

### Teledyski
- Pokochaj mnie (Holetzky) – 1995
- Lato nad nami (Holetzky) – 1995
- Przebaczenia czas – 1998
- Gitary dźwięk – 1999
- Bo serce me melodię gra – 2000
- Buenos dias ukochana – 2001
- Po prostu dziękuję – 2008
- Czerwone róże – 2008
- Jesteś aniołem – 2008
- Złote kasztany – 2008
- Lato w to lato[46] – 2009
- Już nigdy więcej nie płacz – 2009
- Mamo dla ciebie jestem – 2010
- Bili bamba[47][48]; – 2011
- Jak Chopin – 2012
- Dla ciebie jestem – 2014
- Pójdźmy wszyscy do stajenki – 2014
- Żyj nam przez długie lata – 2014
- Hallelujah – 2015

### Wybrane duety z innymi artystami
- Przeboje lat 60-tych i 70-tych (z Jadwigą Kubik) – Malajka
- Lulajże Jezuniu (z Beatą Mańkowską) – utwór wydany na płycie Kolędy
- Pójdźmy wszyscy do stajenki (z Baciarami) – utwór nie wydany na płycie
- Kolędy (z Kolą i Julą)[49]
- Kaziu, zakochaj się (z Kolą i Julą) – koncert DVD Mamo dla ciebie jestem. Akustycznie i przebojowo. Damian Holecki i goście.
- Grecki kraj (z Jackiem Kierokiem)
- Vivo per Lei (z Magdaleną Pal)
- Żegnamy was, Tak mi brak brazylijskich gwiazd, Dla wszystkich bal, Niech grają nam (z Renatą Niedbał-Witta, następnie z Magdaleną Pal)[50]
- Piekary są śląskie (z Mariuszem Kalagą, Bernadetą Kowalską i Wojtkiem Małotą)

### Utwory napisane dla innych wykonawców
- Na swej drodze anioła zawsze mam (Mona Lisa)[51]
- Dziękuję mamo (Kola i Jula)[52]

## Nagrody i wyróżnienia

### Złote płyty(ZPAV)[21]
- Złote przeboje (2013)
- Po prostu dziękuję (2013)